# Obadiah Gardner

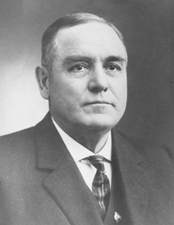
Obadiah Gardner

Obadiah Gardner, född 13 september 1852 nära Port Huron, Michigan, död 24 juli 1938 i Augusta, Maine, var en amerikansk demokratisk politiker. Han representerade delstaten Maine i USA:s senat 1911–1913.
Gardner studerade vid Eastman Business College i Poughkeepsie. Han var verksam inom timmerbranschen och jordbrukssektorn i Maine. Han kandiderade utan framgång i guvernörsvalet i Maine 1908.
Senator William P. Frye avled 1911 i ämbetet och efterträddes av Gardner. Han efterträddes i sin tur 1913 av republikanen Edwin C. Burleigh.
Gardner var universalist och medlem i Odd Fellows. Han gravsattes på Achorn Cemetery i Rockland.